# Drakonsko leto
Drakonsko leto  ali  ekliptično leto (tudi leto mrka) je čas, ki ga za opazovalca na Zemlji potrebuje Sonce za prehod med dvema zaporednima istima vozloma Lune.
To pomeni, da je to čas, ki ga potrebuje Sonce za pot od dvižnega (spustnega) vozla in nazaj. Ta čas je v tesni povezavi s Sončevimi mrki. Vozelna črta spreminja smer tako, da naredi polni krog v 18,612 letih (19,4° na leto, pomika se nazaj). Zaradi tega je vozelna črta poravnana s smerjo proti Soncu v krajših odbobjih kot je koledarsko leto. Ta poravnava se zgodi v enem drakonskem letu dvakrat. Sončev mrk nastopi samo takrat ko je mlaj v istem času kot je prišlo do te poravnave vozelne črte s smerjo proti Soncu. Lunin mrk pa nastopi takrat, ko takšno stanje nastopi ob polni Luni.
Sonce se giblje skozi vozel Lune vsakega pol leta, kar pomeni, da imamo dve obdobji v katerih nastopa Sončev ali Lunin mrk. V vsakem obdobju sta lahko dva Sončeva in en Lunin mrk. Obdobji sta 173,31 dni narazen (364,62 / 2). Drakonsko leto je v epohi J2000,0 trajalo 346,620075883 dni (346 dni 14 h 52 m 54 s). Drakonsko leto je precej krajše (za nekaj tednov) od običajnega koledarskega leta.